# Loggia del Pesce
La Loggia del Pesce è una loggia di Firenze collocata in piazza dei Ciompi. Anticamente la sua collocazione era nella piazza del Mercato Vecchio, nel sito dell'odierna piazza della Repubblica, e si trovava esattamente sul lato ovest, dove oggi si trovano i portici dal lato dell'ex-Gambrinus.

## Storia

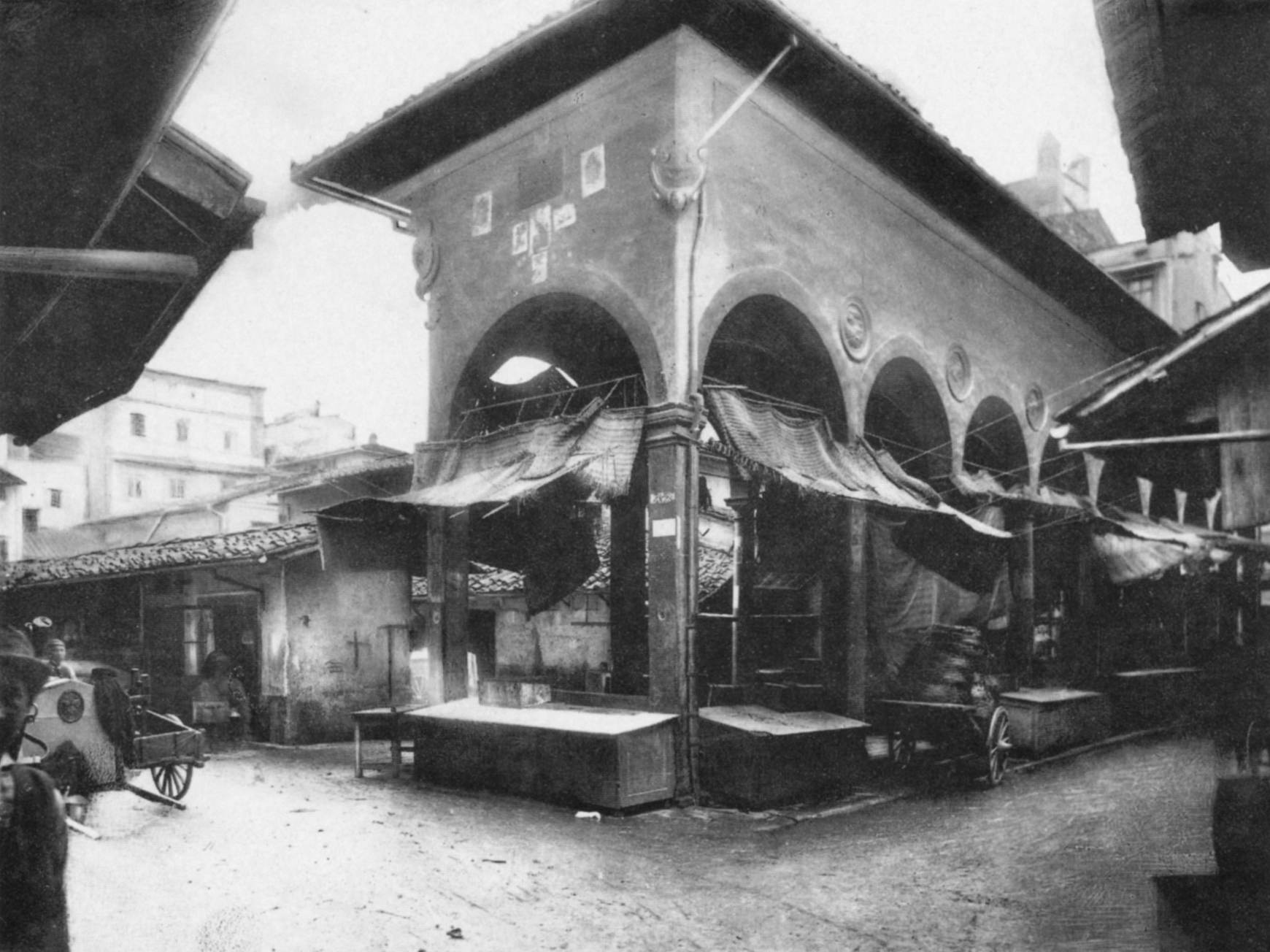
La Loggia in piazza del Mercato

La loggia era stata fatta progettare da Cosimo I a Giorgio Vasari nel 1568, per allocarvi i pesciaioli, che anticamente si trovavano a ridosso del Ponte Vecchio, presso una loggetta nell'odierna piazza del Pesce, e che furono da lì trasferiti per farvi passare il loggiato che sostiene il Corridoio vasariano. La loggia fu eretta tra il 19 agosto del 1568 e il 22 febbraio del 1569 (stile comune) e si trovava alle spalle della beccheria, tra le case degli Alfieri Strinati e le fitte botteghe della "corona" di Mercato Vecchio. Nel 1699, in seguito a una lite per questioni di spazio tra pescivendoli fiorentini e i colleghi di fuori città, la loggia fu accresciuta di un'arcata per ogni lato per volere di Cosimo III e a spese del Magistrato della Grascia, che soprintendeva alla vendita dei generi alimentari a Firenze.
Durante il cosiddetto risanamento di Firenze, a partire dal maggio del 1889 venne smantellata e si cercò di recuperare le parti meglio conservate della struttura, in previsione di una sua ricostruzione, parti che (stemmi, tondi con i pesci, capitelli, ecc.), grazie a Guido Carocci, furono depositate presso il Museo di San Marco.
Solo dal 1950 si iniziò a progettarne la ricostruzione, grazie all'iniziativa del Comitato per l'estetica cittadina. Revocata nel 1952 e riproposta nel 1954, la riedificazione andò in porto solo nel 1955 in piazza dei Ciompi, grazie ai fondi della Cassa di Risparmio di Firenze, sotto la direzione dell'ingegnere Giulio Cesare Lensi Orlandi Cardini, nello stesso periodo nel quale veniva analogamente ricollocata la colonna dell'Abbondanza (che pure si era pensato di ricollocare qui).
"Degli antichi pezzi furono rimontati soltanto gli scudi con le armi medicee e le insegne della Grascia, completamente ridipinti, e la lapide; per quanto riguarda i tondi con i pesci, sappiamo che dei sedici originali dodici erano andati sbriciolati al momento delle demolizioni perché modellati in calcina. Gli unici quattro che era stato possibile salvare, insieme alle numerose cornici, erano stati trasportati nel Museo di san Marco, come risulta dal catalogo del Carocci e dall'inventario del 1925, ma da tempo non risultano più nel museo" (Maria Sframeli).
Per quanto riguarda la storia conservativa recente si segnala l'intervento di restauro degli elementi lapidei effettuato nel 2010.

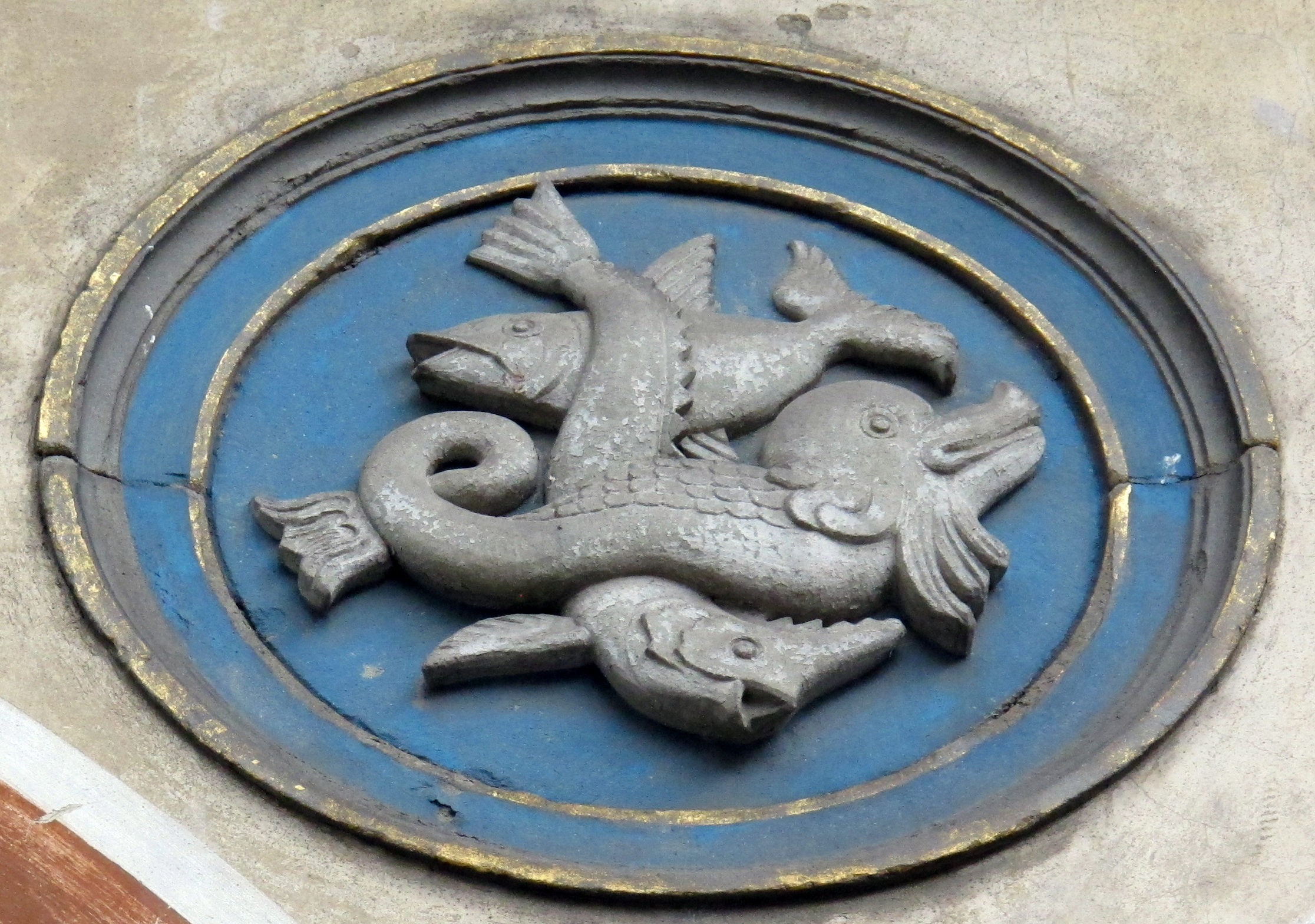
Uno dei tondi

## Descrizione

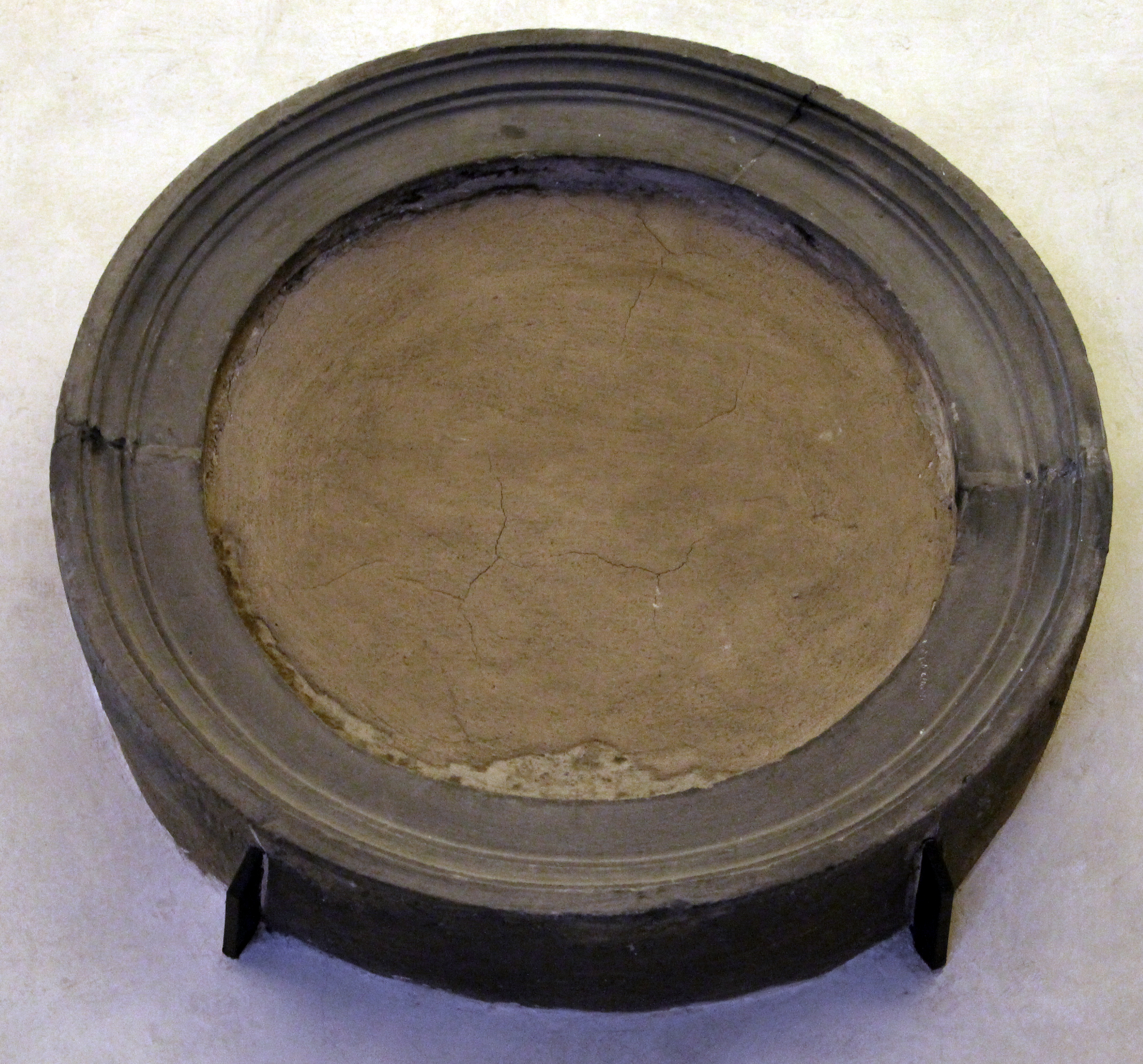
Una cornice originale, nel lapidario del Museo di San Marco

La loggia si presenta costituita da una doppia fila di nove arcate a tutto sesto su pilastri (alle campate in testata e in quella centrale) e colonne d'ordine tuscanico in pietra serena, e coperta da una successione di volte a calotta. La sua ariosa spazialità è dovuta all'uso di tiranti che bilanciano le spinte laterali degli archi senza bisogno di contrafforti esterni. 
Le facciate sono decorate con tondi raffiguranti diverse specie di pesci, collocati nei pennacchi degli archi, su modello degli antichi: i quattro tondi alle estremità copiano quelli aggiunti nel 1669, mentre gli altri si rifanno a quelli originali del XVI secolo. Otto medaglioni per lato ricordano il mare, la pesca e le attività correlate, in sintonia con la funzione originaria della loggia. Quattro stemmi decorano gli angoli, mentre al centro un cartiglio ricorda la commissione granducale della loggia stessa. Gli stemmi sono tutti originali, per quanto ridipinti, e pure la lapide con la sua cornice in pietra serena. 
Sul lato che guarda a via Pietrapiana, a partire dal lato verso Sant'Ambrogio, si hanno:
- scudo angolare con l'arme d'unione di Francesco I e Giovanna d'Austria, con cartiglio e iscrizione;
- scudo centrale con l'arme d'unione di Cosimo I e di Eleonora di Toledo, con il toson d'oro e corona ducale, cartiglio e iscrizione;
- ulteriore scudo con le armi di Francesco I e Giovanna d'Austria;
- scudo con l'insegna del magistrato della Grascia (staio colmo di chicchi di grano con due spighe dorate fiancheggiato da due delfini ingolanti due buoi);
- lapide con iscrizione che ricorda l'edificazione della loggia e la data 1568;
- ulteriore insegna del magistrato della Grascia.

L'iscrizione riporta:
| FORVM • PISCARIVM • Q • VSQVE • ADHVC TEMPORIBVS • QVADRAGESIMALIBVS • AD PONTEM • VETEREM • FREQVENTABATVR NVNC • ILLS • ET • ECCS • MAGNVS • COSMVS MED • FLOR ET • SENAR • DVX • II • ET • FRANCISCVS • EIVS • FILIVS • PRINCEPS • OPT • VT • HIC • CONTINVO • PISCES • VENDANTVR MVLTO • MAIORI • SVMPTV • AC • MAGNIFICENTIA QVAM • ANTEA • ILLIC • EXTRVCTVM • FVERAT ÆDIFICANDVM • CVRARVNT • M D L X V I I I |

La traduzione è: "Il mercato del pesce che fino ad ora si teneva, nei tempi di quaresima, presso il Ponte Vecchio, ora l'illustrissimo ed eccellentissimo Cosimo de' Medici, secondo duca di Firenze e di Siena, e suo figlio Francesco, ottimo principe, lo fecero costruire con assai maggiore spesa e magnificenza di quella con cui era stato edificato prima, affinché il pesce da ora in poi sia venduto qui. 1568".

## Bibliografia

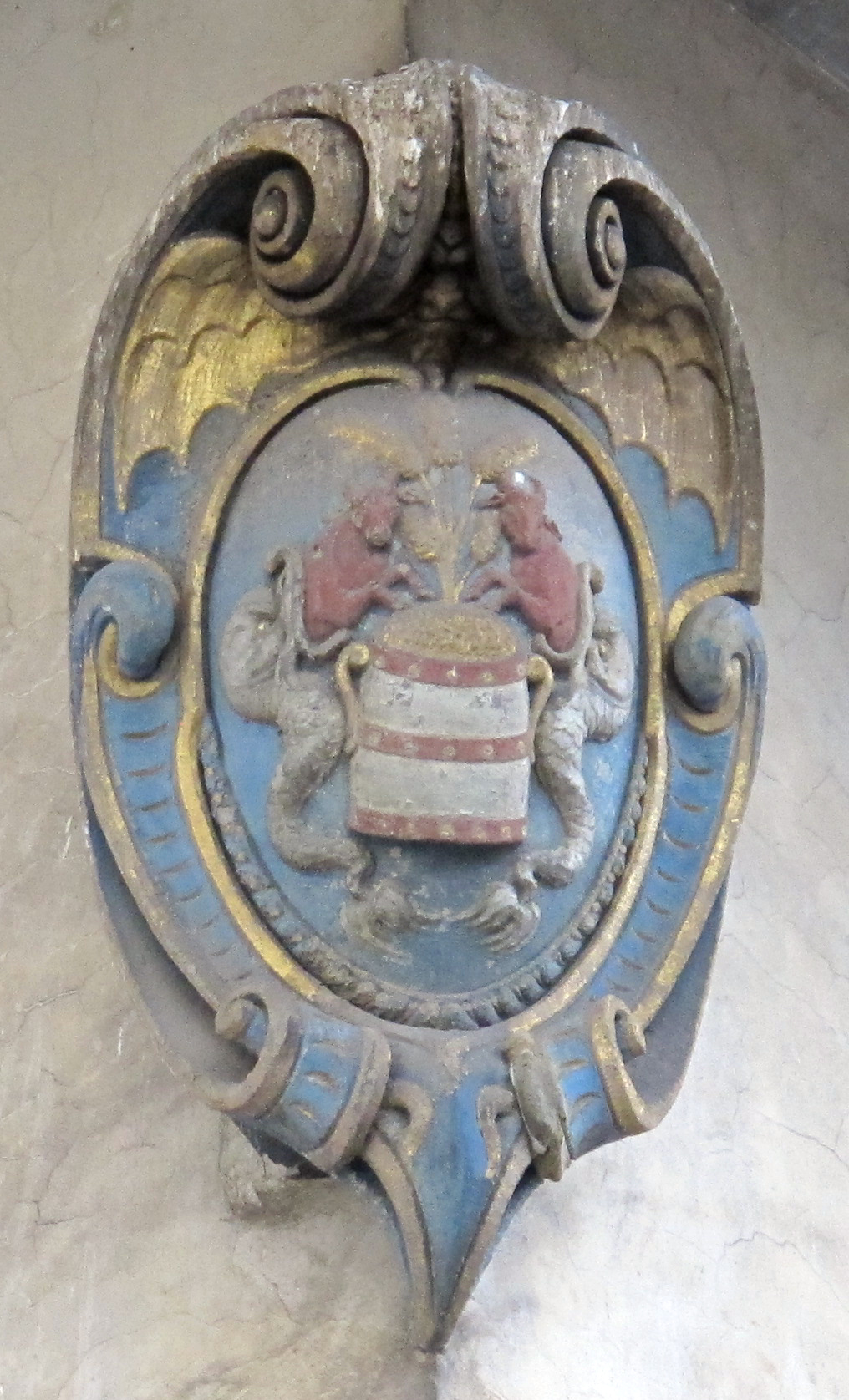
Stemma della Grascia